# آپیوس
آپیوس (به انگلیسی: Apiose) با فرمول شیمیایی C5H10O5 یک ترکیب شیمیایی است. که جرم مولی آن ۱۵۰٫۱۳ گرم بر مول می‌باشد. 